# Leupoldsgrün
Leupoldsgrün település Németországban, azon belül Bajorországban. Lakosainak száma 1208 fő (2023. december 31.). Leupoldsgrün Selbitz és Konradsreuth községekkel határos.

## Népesség
A település népessége az elmúlt években az alábbi módon változott:
| Lakosok száma | 1376 | 1442 | 1261 | 1251 | 1218 | 1189 | 1209 | 1194 | 1210 | 1208 |
|               | 1970 | 1975 | 2011 | 2012 | 2014 | 2015 | 2017 | 2019 | 2022 | 2023 |

## Kapcsolódó szócikkek

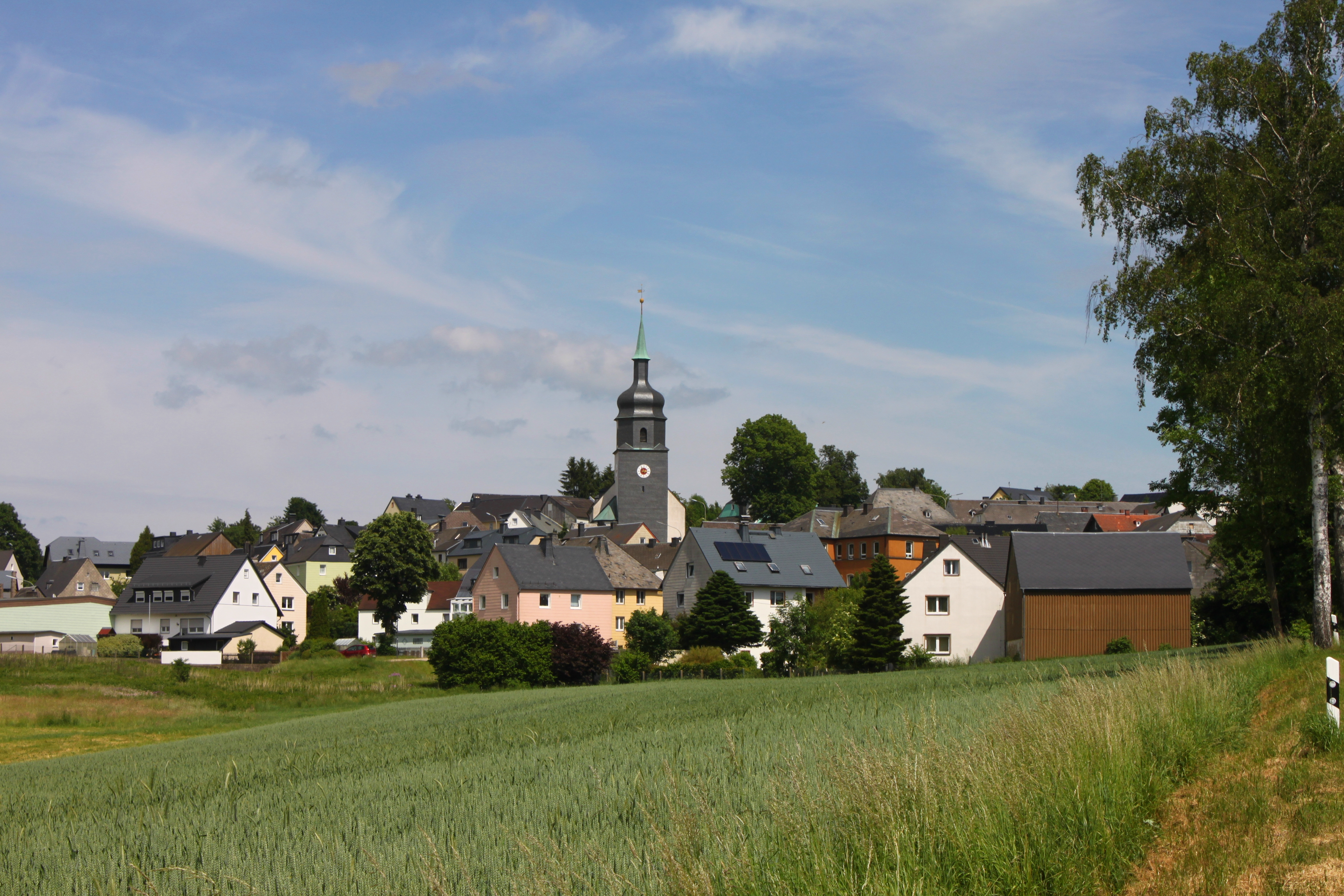
Leupoldsgrün from West